# スムース・コリー
スムース・コリー（英語: Smooth Collie）とは、スコットランド原産の牧羊犬種である。ラフ・コリーと同種の犬として、スコッチ・コリー（英：Scotch Collie）とも呼ばれる。
コリーは約2000年前にローマ人がブリテン諸島にもたらした犬が先祖とされ、イングランド北部からスコットランドにおいて牧羊犬として活躍した。
19世紀にイギリスでさまざまな犬種の作成やドッグショーが盛んになるなかで、コリーもペットやショードッグとして繁殖が進められた。はじめは、現在より頭が大きく短足であったと言われるが、イングリッシュ・グレイハウンドの血を加える事により脚が長い、すらりとした容姿に改良された。その後、1860年にバルモラル城に滞在中のヴィクトリア女王がコリーに目を留めて数頭入手し、スムース・コリーを愛好したことから、人気となった。女王は中でも「シャープ」という犬を愛し、そのブロンズ像と墓がウィンザー城にある。
この頃には、スコッチ・コリーには毛の長いラフヘアードと、短く滑らかなスムースヘアードの2種が存在していたことが知られる。ヴィクトリア女王が好んだのはスムース・コリーであったが、20世紀に入ってドッグショーが更に隆盛となると、改良によって美しく長いコートをもつようになったラフ・コリーの人気が増し、スムース・コリーの人気は低迷し、2度の世界大戦期には絶滅寸前となった。戦後は愛好家の手により数を回復したが、現在でもラフ・コリーより飼育頭数は圧倒的に少ない。その一方で、繁殖が慎重に行われたためか、ラフ・コリーより健康で性格が落ち着いており、作業犬としての能力が高い。なお、現在では、両種は国際畜犬連盟などでも別種として認識されているが、イギリスでは1993年まで、両種間の交配が許可されていた。

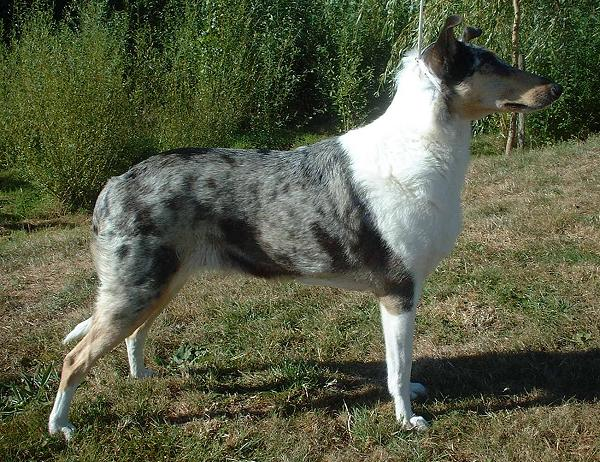
ブルー・マールのスムース・コリー

容姿は、体高56～66cm、体重22～34kgの大型犬で、マズル・首・脚・尾が長く、引き締まった体つきで、半垂れ耳・サーベル形の垂れ尾を持つ。コートはさらりとしたショートコートで、毛色はセーブル、マーブル、ホワイト+ブラック+タンなど。なかでもブルー・マールの毛色を持つ個体は、19世紀末頃にダービーシャーのブリーダー、W・P・アークライト（Arkwright）が意図的な作出に成功し、マールド・コリー（英: Marled Collie）という独立の犬種として繁殖させた。マーブルド・コリーやハーレクイン・コリーとも呼ばれ、一時期人気を得たが、人気が去った後は犬種として認められていない。また、ブルー・マール同士の交配は、毛色が白く、耳の聞こえない子どもが生まれる確率が高いことが知られ、避けるべきとされている。
スムース・コリーの性格は警戒心が強く内向的だが、主人家族に対しては陽気で優しく、友好的である。なお、ストレス性の下痢になりやすいため、留守が多い家庭での飼育は難しい。